# Паракану на Летњим олимпијским играма
Паракану на Летњим олимпијским играма је дебитовао на 2016. године у Рио де Жанеиру. На састанку Међународног параолимпијског комитета у Гуангџоуу, Кина, 2010. године одлучено је да се паракану дода на списак Летњих параолимпијских игара.
Паракану је варијанта кануа за спортисте са различитим физичким инвалидитетом. Спортом управља Међународна кану федерација (ICF).

## Такмичења
Такмичење на Летњим параолимпијским играма састоји се од спринтерских трка на праволинијској стази од 200 метара.  Одржано је осам различитих догађаја.

## Спортска опрема
У првом програму паракануа на Параолимпијским играма 2016. године учествовали су такмичари који користе кајаке појединачне (К1). За такмичења у паракану 2020. додат је други тип чамаца, ва'а. Ово је кану са подршком који покреће весло са једном оштрицом.

## Спортске категорије
Постоје три различите спортске класе за такмичаре са различитим оштећењима физичке покретљивости:
- KL1 - за веслање се користе само руке
- KL2 / VL2 - труп и руке се користе за веслање
- KL3 / VL3 - ноге, труп и руке се користе за веслање

## Биланс медаља
Закључно са Летњим параолимпијским играма 2024. године
| Позиција    | Држава                    | Злато | Сребро | Бронза | Укупно |
| ----------- | ------------------------- | ----- | ------ | ------ | ------ |
| 1           | Уједињено Краљевство      | 10    | 5      | 5      | 20     |
| 2           | Аустралија                | 4     | 3      | 2      | 9      |
| 3           | Украјина                  | 3     | 4      | 1      | 8      |
| 4           | Бразил                    | 2     | 4      | 2      | 8      |
| 5           | Мађарска                  | 2     | 1      | 1      | 4      |
| 6           | Немачка                   | 1     | 2      | 4      | 7      |
| 7           | Пољска                    | 1     | 0      | 1      | 2      |
| 7           | Чиле                      | 1     | 0      | 1      | 2      |
| 9           | Алжир                     | 1     | 0      | 0      | 1      |
| 10          | Француска                 | 0     | 2      | 3      | 5      |
| 11          | Сједињене Америчке Државе | 0     | 1      | 1      | 2      |
| 12          | Аустрија                  | 0     | 1      | 0      | 1      |
| 12          | Канада                    | 0     | 1      | 0      | 1      |
| 14          | Кина                      | 0     | 0      | 1      | 1      |
| 14          | Италија                   | 0     | 0      | 1      | 1      |
| 14          | Португалија               | 0     | 0      | 1      | 1      |
| 14          | Нови Зеланд               | 0     | 0      | 1      | 1      |
| Укупно (17) | Укупно (17)               | 25    | 24     | 25     | 74     |